# William Dunkel

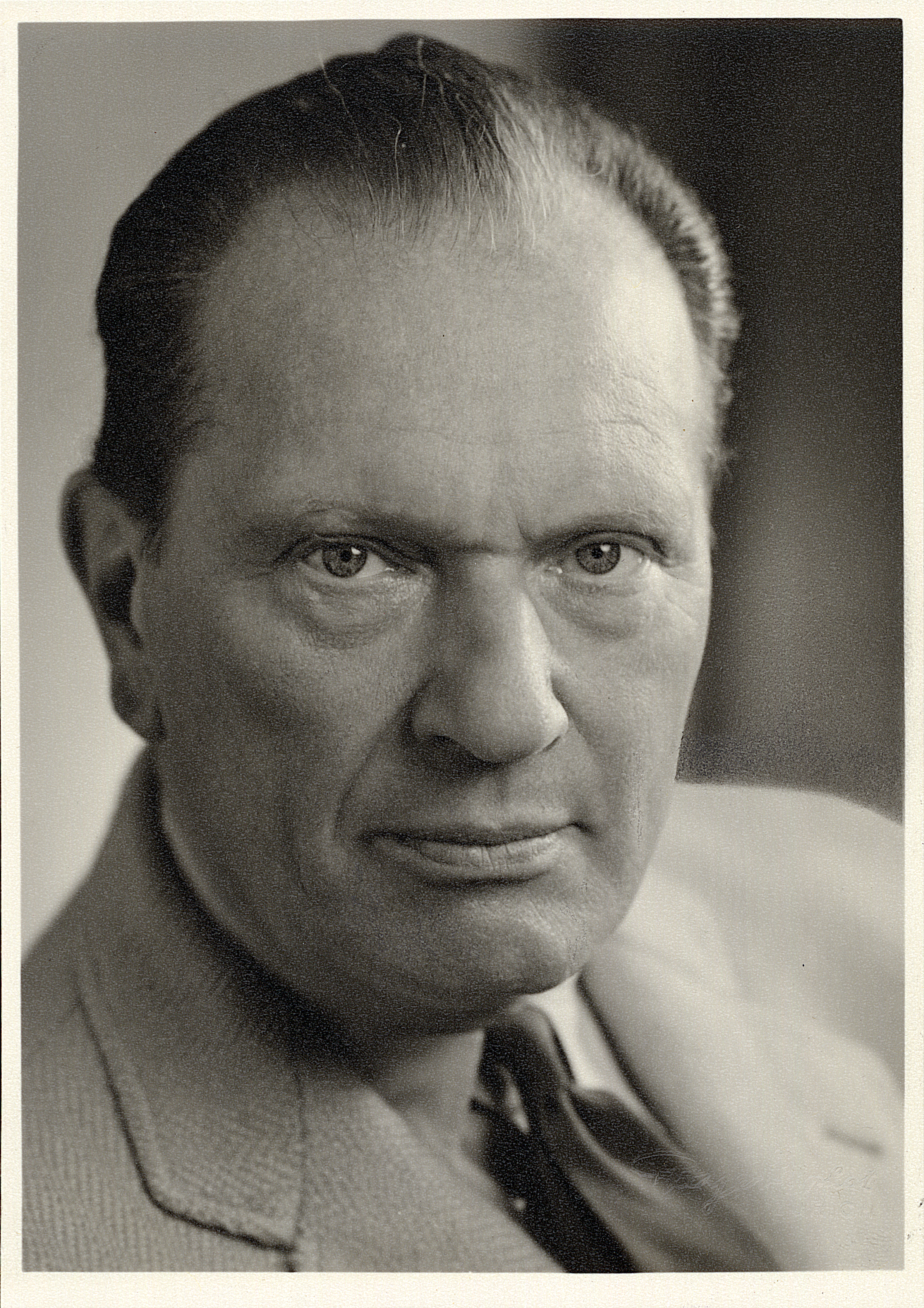
William Dunkel (1953)

William Dunkel (* 26. März 1893 in New Jersey, USA; † 10. September 1980 in Kilchberg bei Zürich) war ein Schweizer Architekt, Maler und Hochschullehrer; er arbeitete in Deutschland, bis er 1929 an die ETH Zürich berufen wurde.

## Leben
William Dunkel wurde 1893 als Sohn der reformierten Schweizer Jakob Dunkel und Berta Marie Dunkel, geborene Kruse, in den USA geboren, wuchs aber in Buenos Aires und Lausanne auf. 1912 begann Dunkel an der Technischen Hochschule Dresden ein Architekturstudium. 1917 wurde er mit der Arbeit «Beiträge zur Entwicklung des Städtebaues in den Vereinigten Staaten von Amerika» bei Cornelius Gurlitt an der Technischen Hochschule Dresden promoviert.
Aufgrund der wirtschaftlich desolaten Zeiten nach dem Ersten Weltkrieg war er zunächst als Reklamezeichner in Düsseldorf tätig. 1917 bis 1918 arbeitete er im Büro des Architekten und Hochschullehrers Wilhelm Kreis. Über seine künstlerischen Tätigkeiten als Maler lernte William Dunkel Paul Klee, Otto Dix, Max Liebermann und Oskar Kokoschka kennen und pflegte die Kontakte. Dunkel hat als Maler ein grösseres Werk hinterlassen.
1923 eröffnete Dunkel in Düsseldorf ein eigenes Architekturbüro. Mit einigen Wettbewerbserfolgen und Aufträgen machte er auf sich aufmerksam. 1926 heiratete er Emita Gschwind. 1929 erfolgte seine Berufung als Ordinarius für Architektur an die ETH Zürich. Zu seinen Studenten zählten Max Frisch, Alberto Camenzind, Justus Dahinden und Jakob Zweifel.
William Dunkel war wie Le Corbusier und Walter Gropius ein Vertreter des Neuen Bauens und setzte den Architekturstil in der Schweiz konsequent um, insbesondere 1929 mit den Orion-Autowerken in Zürich und 1932 mit seinem Eigenheim in Kilchberg. Jedoch wurden zwei Projekte Dunkels in je einer Volksabstimmung in Zürich abgelehnt: 1953 das Stadion Oktogon, eine Arena mit 60'000 Plätzen, die von William Dunkels Assistenten Justus Dahinden entworfen worden war, sowie 1961 das Neue Zürcher Stadttheater, angelehnt an das Theater von Alvar Aalto in Essen.
William Dunkel starb am 10. September 1980 in Kilchberg bei Zürich.

## Ehrungen und Auszeichnungen
- 1969: Honorary Member (Ehrenmitglied) of the American Institute of Architects (AIA)

## Werk

### Bauten (Auswahl)

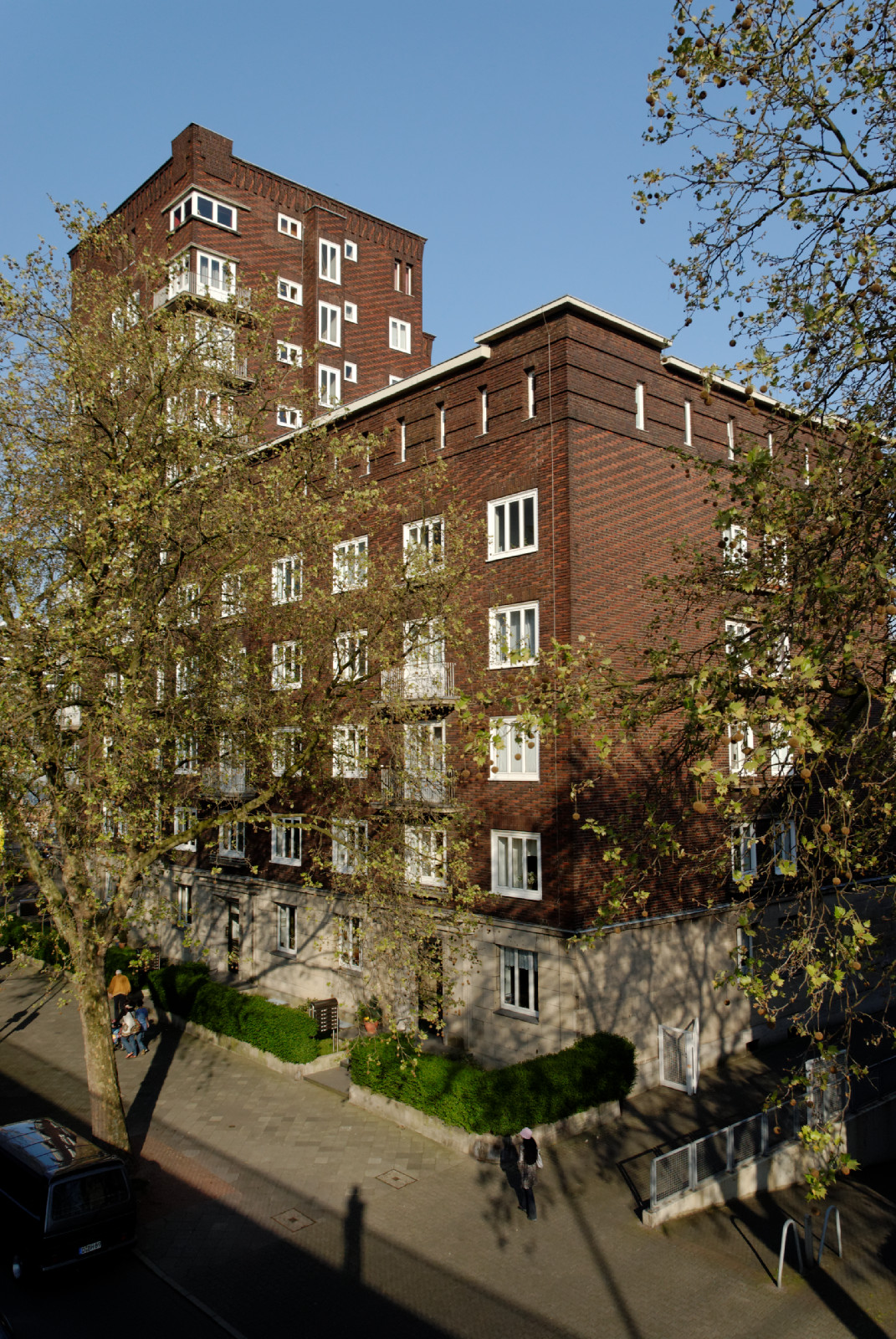
Wohnhochhaus des Projekts „Haus Rheinpark“ in Düsseldorf-Golzheim (1926–1929)

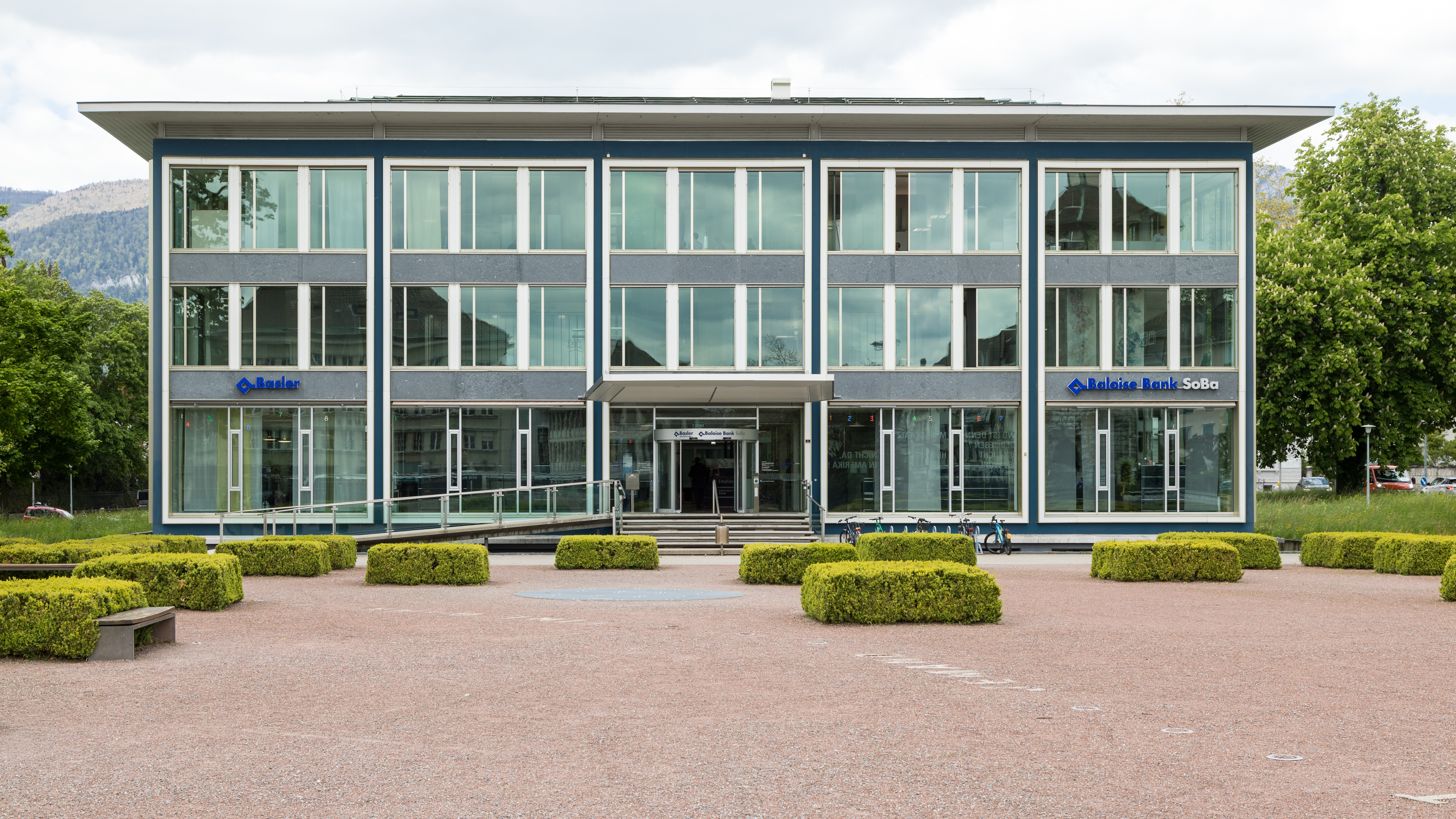
Gebäude der Solothurner Kantonalbank, heute Baloise Bank SoBa in Solothurn (1951)

- 1926–1929: Wohnbebauung „Haus Rheinpark“ (Brückenkopf-Bebauung der späteren Rheinbrücke) beim Rheinpark Golzheim in Düsseldorf[1][2]
- 1928: Wohnhäuser an der Kaiserswerther Straße in Düsseldorf
- 1928: Anbau an das Haus Hartenfels in Duisburg
- 1929: Orion Autowerke in Zürich
- 1932: Wohnhaus Lärchenweg 5 in Kilchberg
- 1937: Gastronomiegebäude „Prälat Schöneberg“ in Berlin-Schöneberg
- 1951: Kantonalbank in Solothurn
- 1953: Stadion Oktogon in Zürich (mit Justus Dahinden) (nicht realisiert)
- 1953: Solothurner Bank (SoBa) in Solothurn
- 1954: Central Bank of Iraq in Bagdad
- 1955–1958: Geschäftshaus Rämibühl (Disco-Center Jecklin)
- 1957–1958: Letzigrund-Stadion in Zürich
- 1957: Wasserkraftwerk in Safien Platz
- 1958–1960: Siedlung in Caldetas, Spanien
- 1961: Zürcher Stadttheater (nicht realisiert)
- 1964: Mehrere Wohnhäuser an der Bühlstrasse in Geroldswil (unter anderem 4 und 16)
- 1965–1967: Kirchgemeindehaus in Thalwil

### Schriften
- Beiträge zur Entwickelung des Städtebaues in den Vereinigten Staaten von Amerika. Dissertation, Technische Hochschule Dresden 1917.
- Hochbauten für Wohnzwecke. Fabag + Druckerei, Winterthur 1929.
- William Dunkel. (= Neue Werkkunst.) Friedrich Ernst Hübsch, Berlin 1929.
- Das Projekt „Züriturm“. In: Neue Zürcher Zeitung, 1959.